# Wine Company Shumi
Wine Company Shumi ist eine privatisierte Weinkellerei in Georgien.

## Marktposition

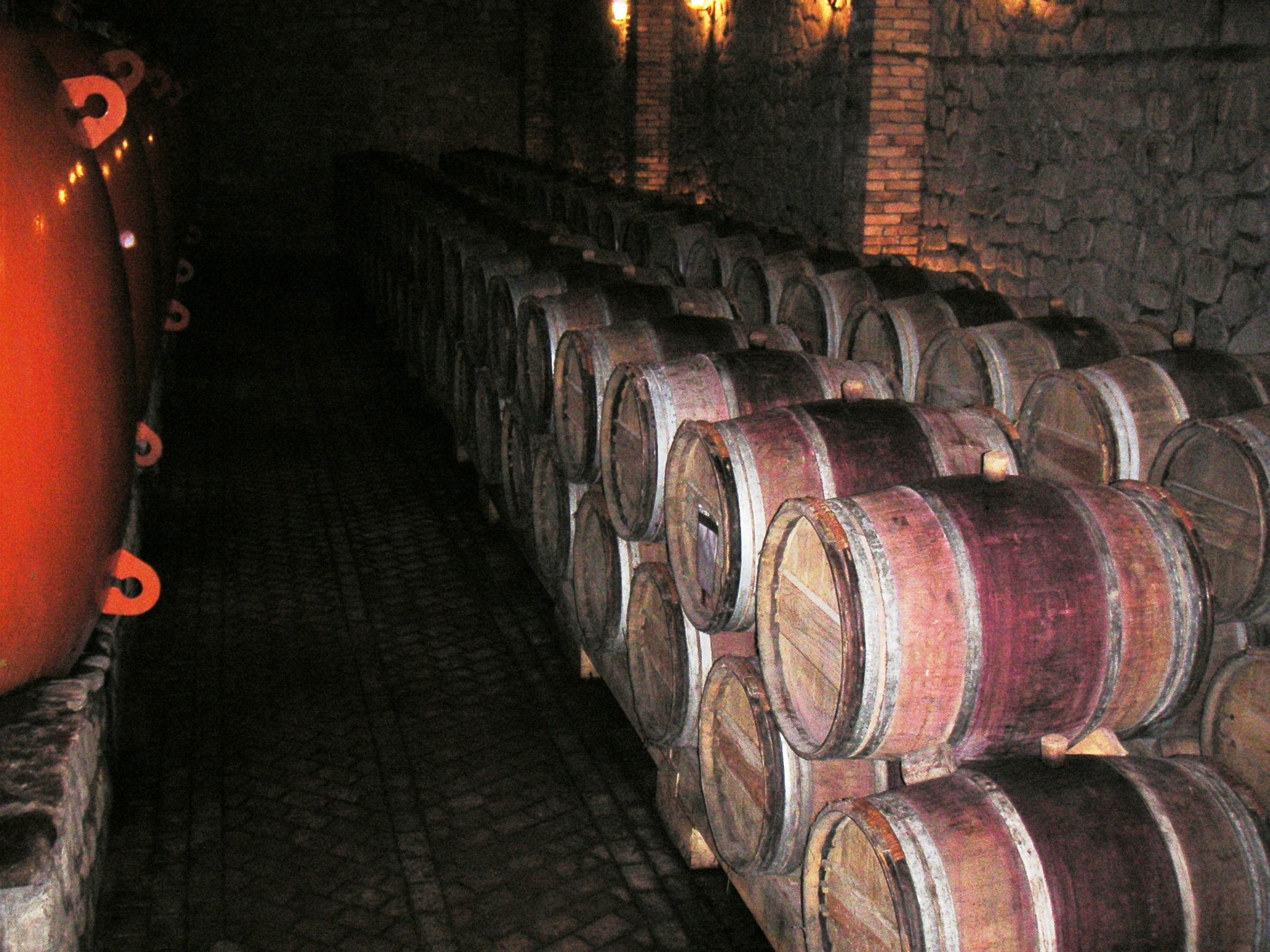
Weinkeller der Shumi

Die Wine Company Shumi füllt ca. eine Million Flaschen pro Jahr. Der Betrieb verfügt über eigene Rebflächen von 300 ha, die voll im Ertrag stehen. Hinzu kommen etwa 400 Tonnen Trauben, die das Gut pro Jahr zukauft. Der größte Exportmarkt ist nach wie vor Russland (80 %), aber auch in die USA wo viele Exil-Georgier leben und in die Schweiz wird geliefert. Im Export können Preise zwischen 2,50 und 6,00 US-Dollar erzielt werden. Beim Export sind die Preise günstiger als in Georgien selbst, da keine Steuern erhoben werden. Im Inland kosten die Weine ca. 50 Cent mehr ab Weingut, der Aufschlag des Handels beträgt nochmals 30–40 %.

## Önologische Methoden
Das Unternehmen investiert in moderne önologische Verfahren für den Weinausbau und damit in die Zukunft, legt aber auch Wert auf traditionelle Verfahren. 2001 begannen die Bauarbeiten für ein neues Kellergebäude, das 2004 fertiggestellt wurde. Das Gebäude hat eine Lagerkapazität von 700.000 Litern, zum Teil in Edelstahltanks aber auch in Barriques. Die Maischegärung findet in Holzfässern statt.

## Betriebsleitung
- Jumber Batiashvili, Direktor